# Yesterday went too soon (single)
Yesterday went too soon is een single van de Britse rockgroep Feeder, die werd uitgebracht in 1999. Het was de derde single van hun gelijknamige album. De single bereikte de twintigste plaats in de Britse hitlijst.

## Hitnoteringen
| Land                         | Hitlijst         | Datum van binnenkomst | Hoogste positie | Aantal weken | Opmerkingen |
| ---------------------------- | ---------------- | --------------------- | --------------- | ------------ | ----------- |
| Vlag van Verenigd Koninkrijk | UK Singles Chart | 21-09-1999            | 20              | 3            |             |